# Lechia Gdańsk w sezonie 1951
Sezon 1951 to 7. sezon w historii Lechii Gdańsk.

## II Liga

### Wyniki
| Kolejka | Data       | Gospodarze        | Wynik  | Goście            | Źródło |
| ------- | ---------- | ----------------- | ------ | ----------------- | ------ |
| 1       | 08.04.1951 | Gwardia Słupsk    | 3 - 3  | Lechia Gdańsk     | [ 1 ]  |
| 2       | 15.04.1951 | Lechia Gdańsk     | 4 - 2  | Stal Wrocław      | [ 2 ]  |
| 3       | 22.04.1951 | Polonia Bydgoszcz | 1 - 0  | Lechia Gdańsk     | [ 3 ]  |
| 4       | 06.05.1951 | Pomorzanin Toruń  | 2 - 3  | Lechia Gdańsk     | [ 4 ]  |
| 5       | 20.05.1951 | Lechia Gdańsk     | 2 - 1  | Gedania Gdańsk    | [ 5 ]  |
| 6       | 03.06.1951 | Brda Bydgoszcz    | 1 - 0  | Lechia Gdańsk     | [ 6 ]  |
| 7       | 27.05.1951 | Lechia Gdańsk     | 1 - 0  | Warta Poznań      | [ 7 ]  |
| 8       | 17.06.1951 | Lechia Gdańsk     | 3 - 0  | Gwardia Słupsk    | [ 8 ]  |
| 9       | 24.06.1951 | Gedania Gdańsk    | 0 - 4  | Lechia Gdańsk     | [ 9 ]  |
| 10      | 01.07.1951 | Stal Wrocław      | 2 - 1  | Lechia Gdańsk     | [ 10 ] |
| 11      | 08.07.1951 | Warta Poznań      | 0 - 0  | Lechia Gdańsk     | [ 11 ] |
| 12      | 19.08.1951 | Lechia Gdańsk     | 5 - 1  | Brda Bydgoszcz    | [ 12 ] |
| 13      | 26.08.1951 | Lechia Gdańsk     | 1 - 0  | Polonia Bydgoszcz | [ 13 ] |
| 14      | 15.08.1951 | Lechia Gdańsk     | 14 - 0 | Pomorzanin Toruń  | [ 14 ] |

### Tabela
| Poz. | Klub               | Pkt. | Bramki | Uwagi      |
| ---- | ------------------ | ---- | ------ | ---------- |
| 1    | Budowlani Gdańsk   | 20   | 41-13  |            |
| 2    | Stal Poznań        | 20   | 32-13  |            |
| 3    | Kolejarz Toruń     | 15   | 18-31  |            |
| 4    | Gwardia Bydgoszcz  | 13   | 13-15  |            |
| 5    | Stal Wrocław       | 13   | 20-28  | do Grupy C |
| 6    | Kolejarz Bydgoszcz | 13   | 19-28  |            |
| 7    | Kolejarz Gdańsk    | 9    | 18-25  |            |
| 8    | Gwardia Słupsk     | 9    | 18-26  |            |

## Baraże o I Ligę

### Wyniki
| Kolejka | Data       | Gospodarze       | Wynik | Goście           | Źródło |
| ------- | ---------- | ---------------- | ----- | ---------------- | ------ |
| 1       | 16.09.1951 | Lechia Gdańsk    | 2 - 1 | Górnik Wałbrzych | [ 15 ] |
| 2       | 22.09.1951 | OWKS Kraków      | 3 - 1 | Lechia Gdańsk    | [ 16 ] |
| 3       | 14.10.1951 | Lechia Gdańsk    | 4 - 2 | Gwardia Warszawa | [ 17 ] |
| 4       | 21.10.1951 | Lechia Gdańsk    | 2 - 0 | OWKS Kraków      | [ 18 ] |
| 5       | 28.10.1951 | Gwardia Warszawa | 1 - 3 | Lechia Gdańsk    | [ 19 ] |
| 6       | 04.11.1951 | Górnik Wałbrzych | 2 - 1 | Lechia Gdańsk    | [ 20 ] |

### Tabela
| Poz. | Klub             | M | Z | R | P | Bramki | Pkt. |
| ---- | ---------------- | - | - | - | - | ------ | ---- |
| 1    | Budowlani Gdańsk | 6 | 4 | 0 | 2 | 13-9   | 8    |
| 2    | OWKS Kraków      | 6 | 4 | 0 | 2 | 8-10   | 8    |
| 3    | Gwardia Warszawa | 6 | 3 | 0 | 3 | 14-11  | 6    |
| 4    | Górnik Wałbrzych | 6 | 1 | 0 | 5 | 6-11   | 2    |

## Puchar Polski

### 1/32 Finału
| Drużyna 1             | wynik | Drużyna 2        |
| --------------------- | ----- | ---------------- |
| Zarząd Portu Szczecin | 3:2   | Budowlani Gdańsk |

## Bilans meczów
| Rozgrywki       | Mecze | Wygrane | Remisy | Przegrane | Bramki strzelone | Bramki stracone |
| --------------- | ----- | ------- | ------ | --------- | ---------------- | --------------- |
| II Liga         | 14    | 9       | 2      | 3         | 41               | 13              |
| Baraże o I Ligę | 6     | 4       | 0      | 2         | 13               | 9               |
| Puchar Polski   | 1     | 0       | 0      | 1         | 2                | 3               |
| Suma            | 21    | 13      | 2      | 6         | 56               | 25              |